# Salkyrka

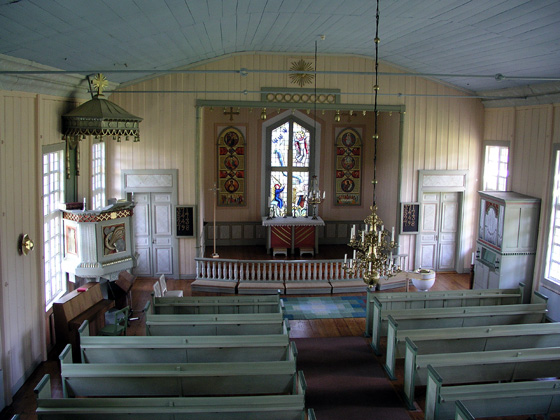
Bogens kyrka i Värmland är en salkyrka.

Salkyrka betecknar en enskeppig, rektangulär kyrka utan särskild markering av koret i arkitekturen. En salkyrka kännetecknas av att långhus och kor har samma höjd och bredd. Tidiga salkyrkor brukade vara små på grund av svårigheten att bygga stora rum utan att använda pelare eller kolonner. Under renässansen började nya byggnadsteknologier utvecklas som tillät byggandet av större rum.
Ett tydligt exempel på en salkyrka är Landeryds kyrka.